# Dylan Nortje
Dylan Nortje (1997) es un deportista sudafricano que compite en triatlón. Ganó una medalla de bronce en los Juegos Panafricanos de 2023 y tres medallas de oro en el Campeonato Africano de Triatlón entre los años 2019 y 2025.

## Palmarés internacional
| Juegos Panafricanos | Juegos Panafricanos            | Juegos Panafricanos | Juegos Panafricanos |
| Año                 | Lugar                          | Medalla             | Prueba              |
| ------------------- | ------------------------------ | ------------------- | ------------------- |
| 2023                | Acra (Ghana)                   | Medalla de bronce   | Individual          |
| Campeonato Africano |                                |                     |                     |
| Año                 | Lugar                          | Medalla             | Prueba              |
| 2019                | Shandrani (Mauricio)           | Medalla de oro      | Relevo mixto        |
| 2023                | Hurgada (Egipto)               | Medalla de oro      | Relevo mixto        |
| 2025                | Nelson Mandela Bay (Sudáfrica) | Medalla de oro      | Relevo mixto        |